# Anisodes maroniensis
Anisodes maroniensis är en fjärilsart som beskrevs av Paul Dognin 1906. Anisodes maroniensis ingår i släktet Anisodes och familjen mätare. Inga underarter finns listade i Catalogue of Life.